# Need for Speed: Payback
Need for Speed Payback è un videogioco di corse sviluppato dalla Ghost Games e pubblicato dalla Electronic Arts per Microsoft Windows, PlayStation 4 e Xbox One. È il ventitreesimo capitolo della serie Need for Speed. Il gioco è stato anticipato con un trailer pubblicato il 2 giugno 2017 ed è stato pubblicato in tutto il mondo il 10 novembre 2017.

## Modalità di gioco
Need for Speed Payback è un videogioco di corse ambientato nell'ambiente open world di Fortune Valley, all'interno della quale sorge la città di Silver Rock, versione immaginaria della città statunitense di Las Vegas. Per la prima volta nella storia della serie si basa su tre protagonisti diversi, ognuno dei quali con abilità e caratteristiche diverse, che collaborano nella realizzazione di sequenze simili a quelle dei film d'azione. È inoltre il primo titolo della serie a prevedere un ciclo giorno-notte di 24 ore. A differenza di Need for Speed, inoltre, prevede una modalità giocatore singolo offline.
Il gioco include un totale di 74 veicoli, compresi i contenuti scaricabili. Le vetture dei marchi Ferrari, Toyota e Scion non sono presenti a causa di problemi con le licenze. Rispetto al titolo precedente vengono invece aggiunte vetture dei marchi Aston Martin, Audi, Buick, Jaguar, Koenigsegg, Land Rover, Mercury, Pagani e Plymouth, a cui hanno fatto seguito vetture dei marchi Alfa Romeo, Infiniti, Mini e Pontiac nei contenuti scaricabili.

## Trama
Il gioco segue le vicende di una banda di piloti di Silver Rock, in provincia di Fortune Valley, composta da Tyler Morgan, da Mac McAllister e Jess Miller, che sono supportati dal loro meccanico Rav Chaudhry. Una pericolosa criminale, Lina Navarro, ha incaricato Tyler di rubare una Koenigsegg Regera di proprietà di
Marcus Weir (chiamato Scommetitore e gestore di un casinò di Silver Rock) per 100.000 dollari. Grazie ai contatti di Navarro, Tyler riesce a farsi ingaggiare alla guida della Regera per disputare una gara tra hypercar, per poi fuggire grazie all'aiuto di Mac e Jess. Arrivato al punto di consegna, tuttavia, Tyler scopre di essere stato ingannato da Navarro, che si scopre lavorare per la Loggia, una potente organizzazione criminale guidata da un misterioso uomo noto come il Collezionista. Dopo aver messo al tappeto Rav, Navarro si impossessa della vettura, mentre Tyler decide di attirare su di sé la polizia di Silver Rock per permettere a Mac di soccorrere e portare in salvo Rav. Dopo uno spericolato inseguimento, Tyler viene fermato dallo Scommettitore che, dopo aver saputo che la sua auto è ormai persa, decide di lasciare che Tyler venga arrestato, per poi cambiare idea e offrirgli di lavorare per lui in cambio della libertà.
Sei mesi dopo, Tyler lavora come parcheggiatore nel casinò dello Scommettitore e ha smesso di correre per evitare la prigione. Nel frattempo, la Loggia ha aumentato esponenzialmente la sua influenza, controllando tutte le gare clandestine di Silver Rock e truccandole per arricchirsi con le scommesse; Navarro, inoltre, dopo aver consegnato la Regera al Collezionista, è diventata uno dei principali membri dell'organizzazione. Un giorno, Tyler si imbatte casualmente in Navarro, venuta a far visita allo Scommettitore per convincerlo a vendere il suo casinò alla Loggia. Frustrato dalla mancanza di progressi, Tyler decide di diventare segretamente uno dei piloti della Loggia. Dopo essersi messo in mostra in alcune gare tra piloti locali, Tyler riesce a entrare a far parte dell'organizzazione. Alla sua prima gara truccata, tuttavia, decide di venire allo scoperto battendo il pilota che avrebbe dovuto vincere e mandando Navarro su tutte le furie. Dopo la gara lo Scommettitore, venuto a conoscenza di ciò che ha fatto Tyler, lo incontra per proporgli di partecipare al Rush dei Banditi, una corsa tra i migliori piloti degli Stati Uniti che la Loggia ha intenzione di truccare. Una vittoria di Tyler manderebbe in fumo i piani dell'organizzazione e ne causerebbe la disfatta. Tyler inizialmente rifiuta, ma dopo essere tornato a casa e aver scoperto che è stata data alle fiamme da Navarro, decide di accettare la proposta.
Per poter mettere in pratica il piano dello Scommettitore, Tyler deve rimettere insieme la sua vecchia banda. Dopo gli eventi di sei mesi prima Jess è diventata un'autista nelle rapine per piccoli criminali, mentre Mac sbarca il lunario con vari lavoretti di vario genere, occasionalmente anche per la Loggia. I tre si incontrano nel deserto nell'officina di Rav, che ha abbandonato la sua vecchia vita per lavorare come meccanico. Nonostante alcune perplessità, Mac e Jess accettano la proposta di Tyler. Per ottenere un invito al Rush dei Banditi i tre devono sconfiggere le principali bande di piloti di Fortune Valley; a Tyler tocca affrontare le bande che competono nelle gare tradizionali e in quelle di accelerazione, mentre Mac sfida quelle che competono in gare fuoristrada e di drift. Jess, nel frattempo, viene messa in contatto con la Broker, una misteriosa faccendiera che le assegna diversi compiti per scoprire i piani della Loggia.
Le prime due fazioni da affrontare sono i Calaveras e la Lega 73. I Calaveras sono una banda di piloti da strada di origine ispanica ossessionati dalla morte e dai suoi simboli e sono capeggiati da La Catrina. La Lega 73 è invece una banda di piloti da fuoristrada che corrono nel deserto intorno all'officina di Rav, con il quale per questo motivo sono entrati in contrasto e sono capeggiati da Udo Roth. Dopo aver sconfitto le due fazioni e i loro capi, lo Scommettitore si incontra con Tyler e lo incarica di recuperare la sua Regera, che sta venendo trasportata dalla Loggia attraverso Fortune Valley. Le fazioni successive da affrontare sono i Cambio Radicale e il Club della Rivolta. I Cambio Radicale sono una banda di anarchici e teorici del complotto conosciutisi online che vedono nel drifting una forma di ribellione contro il sistema e sono capeggiati da Soldato Underground. Il Club della Rivolta sono invece una banda di piloti originaria del quartiere sudcoreano di Silver Rock che organizza gare di accelerazione clandestine in tutta la città e sono capeggiati da Grande Sorella. Jess nel frattempo svolge diversi lavori per conto della Broker, per poi essere infiltrata nella Loggia come autista. Tyler e Mac corrono contro le due fazioni e sconfiggono i loro due capi, la Grande Sorella e Soldato Underground, mentre Jess scopre che la Loggia sta lavorando a un misterioso dispositivo noto come "Skyhammer". I tre vengono in seguito attirati da Navarro in un cantiere abbandonato, dove si ritrovano inseguiti da decine di pattuglie della polizia di Silver Rock. Durante l'inseguimento lo "Skyhammer" si rivela essere un dispositivo montato sugli elicotteri della polizia che lancia impulsi elettromagnetici che danneggiano i motori delle automobili. La banda riesce comunque a seminare la polizia e fuggire nel deserto.
Ritrovatasi ancora una volta esiliata da Silver Rock, la banda deve ora affrontare tre nuove fazioni: i Sei di Silver, la Milizia di Ember e i Rombo di Tuono. I Sei di Silver sono una banda nata dalla fusione di sei bande una volta rivali che hanno deciso di unire le loro forze contro l'espansione della Loggia e sono capeggiati da Gallo Rivera, un amico d'infanzia di Tyler. La Milizia di Ember è una banda formata da sole donne, fanatiche della sopravvivenza, che si sfidano in estenuanti gare fuoristrada nel deserto e sono capeggiate da Faith Jones. I Rombo di Tuono, infine, sono una banda itinerante di drifter professionisti, guidati dall'ex Re fenomeno della derapata Aki Kimura. Jess, nel frattempo, continua la sua attività sotto copertura nella Loggia, trovandosi a fare da autista ad un misterioso ospite giapponese del Collezionista, Kobashi. In seguito scopre inoltre che la Loggia sta esponendo due auto placcate d'oro, una Lamborghini Aventador e una Mercedes-Benz Classe G; durante l'ultimo lavoro, tuttavia, è costretta a far saltare la sua copertura e a fuggire dalla Loggia. La banda decide allora di rubarle per mettere le mani sull'equipaggiamento tecnologico della Loggia e scoprirne i segreti. L'organizzazione criminale, tuttavia, anticipa il piano e piazza su entrambe le auto delle bombe a tempo. Tyler riesce però ad accorgersene e, con l'aiuto di Rav, disinnesca le bombe e scappa con le auto. Dopo averle ispezionate, Rav scopre che entrambe le auto sono dotate di un dispositivo kill switch simile allo Skyhammer e di un sistema di guida autonoma.
Le ultime fazioni da affrontare sono quelle alleate con la Loggia: il Club dell'uno per cento, il Gotha del diamante e l'Industria del rischio. Il Club dell'uno per cento è una banda composta da ricchi figli di papà e celebrità della moda e sono capeggiati dalla nota youtuber Natalia Nova. Il Gotha del diamante è una banda composta da milionari che si sfidano in pericolose gare di accelerazione lungo le strade di Fortune Valley ed è capeggiata dall'ambasciatore bulgaro in Colombia Mitko Vasiliev. L'Industria del rischio, infine, è una banda composta da ricchi industriali rozzi e ignoranti che investono i loro soldi per costruire auto da rally sempre più veloci ed è capeggiata dal potente imprenditore edile Holtzman. Nel frattempo Jess viene affiancata a una vecchia conoscenza di Mac, Soldato underground, che lavora come hacker per la Broker. I due insieme scoprono che i ricambi speciali montati sulle due auto che hanno rubato sono gli stessi che equipaggiano diverse auto dei piloti della Loggia, tra quelle di Nova, Vasiliev e Holtzman. Scoprono inoltre che il Collezionista è in realtà solo un fantoccio, che lavora per una ben più potente organizzazione nota come Arkwright.
Battute le ultime tre fazioni, la banda si guadagna finalmente l'invito al Rush dei Banditi; è Tyler il pilota scelto per rappresentare Silver Rock. La gara si svolge in due parti, una su strada e una fuoristrada. Solo i primi quattro classificati nella prima fase avanzano alla seconda. Navarro e la Loggia sono però più determinati che mai a impedire a Tyler di vincere. Durante la prima fase vengono inviati Nova, Vasiliev e Holtzman per cercare di buttare Tyler fuori strada, ma uno dopo l'altro vengono tutti e tre fuori gioco. Nella seconda fase, invece, viene lanciata contro Tyler una mandria di poliziotti corrotti di Fortune Valley. Il gruppo aveva tuttavia previsto questa mossa; grazie ad un accordo con le fazioni sconfitte in precedenza, i piloti di queste ultime si lanciano per le strade di tutta la regione seminando il caos. Per questo motivo la polizia è costretta a lasciar perdere Tyler per riprendere il controllo delle strade, permettendogli così di vincere la gara. La seconda e ultima gara del Rush dei Banditi è contro il vincitore dell'anno passato. Navarro, tuttavia, decide di tentare il tutto per tutto e di sostituirsi nella corsa. Durante la gara si scopre che anche la sua McLaren P1 è costruita ed equipaggiata delle tecnologie della Loggia, in particolare del dispositivo di guida autonoma. Nonostante ciò Tyler riesce ad aggiudicarsi la corsa, vincendo così il Rush dei Banditi. Dopo le sconfitte, Jess e Marcus sono di nuovo insieme, per celebrare di essere riusciti finalmente a riconquistare Silver Rock. Marcus rivela che i gangster stano cercando Tyler e la sua banda, perché la squadra ha danneggiato i tre capibanda. Rendendosi conto che la banda è in pericolo, Jess torna ad aiutarli. nel frattempo Mac va a nascondersi. Quando Tyler è solo, Lina Navarro e due dei suoi scagnozzi arrivano sul posto e lo prendono in ostaggio. Proprio in quel momento, Mac e Jess arrivano, per vendicarsi di tutti i soprusi. Poiché gli scagnozzi li sottovalutano, riescono a picchiarli. Allo stesso tempo, Tyler combatte Navarro. La lotta va avanti per un bel po', prima che la polizia arrivi sul posto. Arrestano i criminali, e così Loggia è caduta e le strade sono di nuovo libere. Il Collezionista, costretto a vendere tutti i suoi averi per scappare in Giappone, decide di vendicarsi di Navarro facendola portare via dai suoi uomini. Dopo i titoli di coda, si vede lo Scommettitore al telefono con Kobashi, che si congratula con lui per la riuscita del piano e gli dà il benvenuto nell'Arkwright.

## Personaggi principali
- Tyler Morgan: è il protagonista del gioco. È un ragazzo di 24 anni con il sogno di diventare il miglior pilota da strada di Fortune Valley. Nato nei bassifondi di Silver Rock, è cresciuto all'ombra dei casinò e delle luci al neon della città. Come affermato dallo Scommettitore, sua madre si chiama Sylvia Morgan mentre non ha mai conosciuto suo padre; durante l'adolescenza ha inoltre trascorso sei mesi in un carcere minorile. All'inizio del gioco guida una Nissan Skyline GT-R (R34). Durante il periodo in cui lavora come parcheggiatore per lo Scommettitore guida invece una Datsun 240Z.
- Sean McAllister: è uno dei tre protagonisti del gioco. È un ragazzo di 32 anni nato a Londra ma trasferitosi negli Stati Uniti per inseguire il sogno americano. Specializzato nelle gare di fuoristrada e di drift, ama le muscle car e i SUV. È inoltre l'anima scherzosa e ottimista del gruppo. Il suo sogno è di ricomprare la vecchia Ford Mustang rossa di suo padre e trasformarla nella migliore auto da drift di Fortune Valley. All'inizio del gioco guida una Chevrolet Bel Air.
- Jessica Miller: è una dei tre protagonisti del gioco. È una ragazza di 27 anni che da sempre lavora come autista per la fuga, nota in particolare per la sua abilità a tenere un basso profilo e a sfuggire dalla polizia. Nata a Mount Providence (Fortune Valley) in una ricca famiglia con stretti legami con la malavita locale, dopo il liceo ha deciso di entrare in polizia, ma è stata espulsa dall'accademia per aver rubato una volante il giorno del suo diciottesimo compleanno. All'inizio del gioco guida una BMW M5 (F90). Dopo essere diventata un'autista per la fuga a Silver Rock guida invece una Audi S5 Sportback (B9).
- Lina Navarro: è l'antagonista principale del gioco. È una piccola criminale nata che, dopo aver ingannato la banda di Ty, diventa uno dei capi della Loggia. Nata e cresciuta nei bassifondi di Silver Rock insieme a Ty, è fortemente determinata a farsi strada nel mondo criminale della città ed è disposta a passare sopra a tutto e tutti per riuscire nel suo intento. All'inizio del gioco guida una Chevrolet Corvette Grand Sport. Dopo essere entrata a far parte della Loggia guida invece una McLaren P1.
- Marcus Weir: noto come "lo Scommettitore", è il proprietario di uno dei casinò più importanti di Silver Rock. Il suo soprannome deriva dalla sua tendenza a prendersi grandi rischi e a calcolare freddamente ogni situazione. Ha costruito la sua fortuna con i casinò ed è ossessionato dal gioco d'azzardo. Nonostante il suo obiettivo sia quello di cacciare la Loggia da Fortune Valley, la sua reale aspirazione è quella di entrare a far parte di un'organizzazione ancora più potente nota come Arkwright. Guida una Aston Martin DB11.
- Ravindra Chaudhry: è il meccanico della banda. Nato a Singapore da genitori bengalesi ha cercato di fuggire dalla povertà aprendo un'officina a Singapore; in seguito è diventato meccanico per un'agenzia militare asiatica per poi trasferirsi negli Stati Uniti e aprire un'officina in un aeroporto militare abbandonato nel deserto di Fortune Valley. Guida una Volkswagen Maggiolino trasformata in buggy.
- Il Collezionista: è il potente e misterioso capo della Loggia. Il suo unico vizio sono le auto e il suo obiettivo è di prendere il controllo della scena criminale di Silver Rock e di entrare a far parte della misteriosa Arkright. Alla fine del gioco sarà costretto a fuggire in Giappone per salvarsi. Non appare mai di persona, anche se nella scena finale lo si vede arrivare a bordo di una delle sue auto, una Honda NSX (NC1).
- La Broker: è una misteriosa faccendiera con importanti conoscenze determinata a far cadere la Loggia e a sconfiggere il Collezionista. Assegna vari lavori a Jess nel corso della storia. Al termine del gioco si trasferisce in Giappone per dare la caccia al Collezionista. Guida una Porsche Panamera Turbo (971).

## Accoglienza
| Punteggi aggregati        | Punteggi aggregati                     |
| Aggregatore               | Punteggio                              |
| ------------------------- | -------------------------------------- |
| Metacritic                | 62/100 (PC) 61/100 (PS4) 61/100 (XONE) |
| Punteggi delle recensioni |                                        |
| Pubblicazione             | Punteggio                              |
| EGM                       | 4/10                                   |
| GameSpot                  | 5/10                                   |
| GamesRadar+               |                                        |
| IGN                       | 5,9/10                                 |
| Polygon                   | 6,5/10                                 |

Secondo l'aggregatore di recensioni Metacritic il gioco ha ricevuto recensioni medie dalla critica. La recensione di IGN ha lodato la EA per aver risolto i principali problemi presenti in Need for Speed, ma allo stesso tempo ha criticato, tra le altre cose, la trama, la mancanza di inseguimenti con la polizia durante l'esplorazione libera, la presenza di inseguimenti con la polizia preparati, i meccanismi in stile cassa ricompensa durante la personalizzazione dei veicoli, la scarsa tenuta di strada dei veicoli e i danni alle auto notevolmente irrealistici. PC World ha criticato, tra le altre cose, la massiccia presenza di microtransazioni, la personalizzazione delle vetture parecchio limitata, le meccaniche del gameplay, la mancanza di una visuale dall'abitacolo, paragonandolo negativamente ai titoli della serie Forza Horizon. Secondo The NPD Group il gioco è stato il settimo più venduto negli Stati Uniti nel 2017.
| Premi | Premi                                                 | Premi                  | Premi     |
| Anno  | Premio                                                | Categoria              | Risultato |
| ----- | ----------------------------------------------------- | ---------------------- | --------- |
| 2017  | Game Critics Awards                                   | Miglior gioco di corse | Nominato  |
| 2017  | Gamescom                                              | Miglior gioco di corse | Nominato  |
| 2018  | National Academy of Video Game Trade Reviewers Awards | Raccolta di canzoni    | Nominato  |